# 同兴乡 (冷水江市)
同兴乡，是中华人民共和国湖南省娄底市冷水江市下辖的一个乡镇级行政单位。

## 行政区划
同兴乡下辖以下地区：
崇北社区、新桥社区、俩塘社区、白石村、白杨村、谭家村、同心村、岩里村和永兴村。